# Batalla de Mekele
La batalla de Mekele és una batalla entre les forces bèl·liques d'Etiòpia i de la regió de Tigre pel control de la capital Mekele a la regió de Tigre, durant el conflicte de Tigre.

## Cronologia

### 17 de novembre
Mekele va ser copejat per un raid aeri que va matar dos civils i ferit d'altres. El raid va causat igualment danys a carreteres, ponts i cases.No se sap qui ha dut terme el raid aeri perquè el govern etíop va negar tenir com a objectiu els civils. El govern etíop va acusar el Front d'alliberament del poble del Tigre de fer saltar quatre ponts principals que duien a Mekele, mentre el Front d'alliberament del poble del Tigre va negar les acusacions.

### 18 de novembre
Les forces etíops van capturar Shire i Axum el matí sense cap combat. Cap a les 9 del matí, les forces etíops avançaven cap a Mekele per tres carreteres procedents del sud, de l'est i del nord-oest i havien arribat a una distància d'aproximadament 200 quilòmetres. El cap d'estat major de les forces de defensa etíops, Birhanu Jula Gelalcha, va anunciar que acordonarien Mekele i capturarien les forces del Front Popular d'Alliberament de Tigre, que al seu torn va anunciar que la pèrdua de control de Shire i Aksoum només era que un revés temporal i que el Tigre seria un «infern» per als seus enemics.

### 19 de novembre
El cap del Front Popular d'Alliberament de Tigre va declarar que Mekele havia estat bombardejada però no va donar cap detall sobre les víctimes o les ferides. Redwan Hussein, portaveu del govern, va declarar que les tropes governamentals s'apropaven a Mekele i havien assolit múltiples victòries i capturat un cert nombre de ciutats en la seva campanya cap a la capital del Tigre.

### 20 de novembre
Mekele va ser tocada per un raid aeri que va infligir desperfectes importants a la universitat de Mekele, i diversos civils van ser ferits.

### 22 de novembre
El Primer ministre etíop, Abiy Ahmed, donà un ultimàtum de 72 hores als dirigents del Tigre per deposar les armes. Amenaça d'un "assalt implacable" en cas de rebutjar l'oferta etíop

### 28 de novembre
El 28 de novembre el govern etíop digué que controlava Mekele i donava per acabada la guerra<.

## Conseqüències
El 28 de juny de 2021, els rebels del Front Popular d'Alliberament de Tigre van recuperar Mekele i els pobles propers. El govern interí es va exiliar i el govern etíop va declarar un alto el foc.